# لیلا خاچاتوریان
لیلا خاچاتوریان (ارمنی: Լեյլի Խաչատրյան؛ انگلیسی: Leili Khachatryan؛ ۲ مهٔ ۱۹۳۰ – ۳۰ آوریل ۲۰۱۵) یک بازیگر اهل ارمنستان بود. وی بین سال‌های تا میلادی فعالیت می‌کرد. 

## زندگی‌نامه
وی در ۲ مه ۱۹۳۰ در کراسنودار به دنیا آمد . وی همچنین برندهٔ جوایزی همچون نشان مسروپ ماشتوتس مقدس، مدال موسس خورناتسی (۲۰۰۷) هنرمند مردمی جمهوری ارمنستان (۲۰۰۴)، نشان برجسته افتخار (۱۹۷۶)، هنرمند شایسته ارمنستان شوروی و مدال به مناسبت یکصدمین سالگرد تولد ولادیمیر ایلیچ لنین شده است. لیلا دختر برادر آرام خاچاتوریان بود. وی در ۳۰ آوریل ۲۰۱۵ در سن ۸۴ سالگی در ایروان درگذشت.